# Stephanie Kusie
Stephanie Kusie, née en 1973, est une femme politique canadienne, députée conservatrice de Calgary Midnapore depuis le 3 avril 2017.

## Biographie
Elle possède un diplôme en sciences politique de l'Université de Calgary et un MBA de l'Université Rutgers. Elle a été chargée d’affaires ad interim pour le Canada au Salvador et consul du Canada à Dallas (Texas). Elle a également officié comme conseillère politique chargée de l'Amérique latine pour Peter Kent.
En 2013, elle tente d'être élue au Conseil municipal de Calgary (en) mais n'est pas élue. Après l'élection elle travaille au côté de [Preston Manning] et est directrice exécutive de « Common Sense Calgary », une association se présentant comme un « groupe de défense des intérêts du citoyen dédié à la baisse des impôts et à un usage responsable des dépenses municipales ».
Le 23 septembre 2016 Jason Kenney démissionne de son mandat à la Chambre des communes pour se lancer dans une carrière provinciale à la tête du Parti progressiste-conservateur de l'Alberta. En janvier 2017, Stephanie Kusie remporte l'investiture conservatrice dans Calgary Midnapore face à Jack Redekop et Myles McDougall. Le 3 avril 2017, elle est très largement élue députée de ce fief conservateur.

## Résultats électoraux
|  | Candidat         | Parti             | #     | %      |
|  | ---------------- | ----------------- | ----- | ------ |
|  | Stephanie Kusie  | Conservateur      | 22454 | 77.2 % |
|  | Haley Brown      | Libéral           | 4950  | 17 %   |
|  | Holly Heffernan  | Néo-Démocrate     | 735   | 2.5 %  |
|  | Ryan Zedic       | Vert              | 625   | 2.1 %  |
|  | Larry R. Heather | Héritage Chrétien | 251   | 0.9 %  |
|  | Total            |                   | 29096 | 100%   |

| Candidate        | Votes  | %    |
| ---------------- | ------ | ---- |
| Shane A. Keating | 11,942 | 71.5 |
| Stephanie Kusie  | 4,766  | 28.5 |